# 屋根づたいの君へ
『屋根づたいの君へ』（やね - きみ-）は2005年11月4日にKLEINより発売された18禁恋愛アドベンチャーゲームである。

## ストーリー
（出典：）
主人公・岸田邦彦はある日夢を見た。薄明かりの中、悲しそうに少女は月を見上げている。その少女は邦彦を見て話しかけてきたが、彼は聞き取ることができなかった。
数日後に邦彦が後輩の長沢友紀と街を歩いていると、通りすがりの女性が彼に向かって微笑んできた。その夜に邦彦はまた夢を見る。今回は少女の声を聞き取ることができ、彼女が幼い頃に遊んでいた幼なじみであることを思い出す。
夢から覚めた邦彦が部屋の窓を開けると、隣の家の屋根に、昼に会った女性が立っていた。その女性に幼なじみの面影を感じた邦彦は、「依乃里」と、幼なじみの名前で語りかける。すると女性は邦彦の元へ来て、「エッチしようか」とささやくのだった。

## 登場人物
岸田 邦彦（きしだ くにひこ）
本作の主人公。現在は自宅で一人暮らしをしている。父親と母親は仕事の都合から、別の所に住んでいる。年上の幼馴染・依乃里と再会する。
蓮見 依乃里（はすみ いのり）
声 - まきいづみ
身長：148cm B/W/H 76/58/76
邦彦の一つ年上の幼馴染。穏やかで落ち着いた雰囲気の女性だが、邦彦の前でだけは、女の子らしい可愛い一面や、年上とは思えないようなかわいらしい素振りを見せる。
蓮見家という良家の生まれで、現当主の孫に当たる。家が決めた許嫁がいるが、依乃里自身は昔から邦彦の事を好いている。その気持ちを抑えることができず、気持ちの整理のために邦彦に会いにきた。
長沢 友紀（ながさわ ゆき）
身長：154cm B/W/H 90/57/86
声 - 渋谷ひめ
邦彦の学校の一つ年下の後輩。非常に明るく、誰とでも仲良くなれる性格の持ち主である。年上にはきちんと丁寧な話し方で接する事ができるので、周囲からはかわいがられている。
邦彦をずいぶんと慕っており、幾度となく彼のクラスに押しかけてきている。今ではお弁当まで一緒に食べる仲となっており、邦彦のクラスメイト達もその光景に慣れている。邦彦には妹のような存在と思われている。
三国 雅和（みくに まさかず）
声 - 原田友貴
依乃里の婚約者で、同じ短大に通う青年。三国家という良家の御曹司である。家柄を鼻にかけることのない好青年。
蓮見 八菱
街の名家である蓮見家の現当主。依乃里の祖父に当たる。厳格な人間であり、依乃里の両親が駆け落ちしたときは2人を勘当している。依乃里のことも厳しく躾けており、短大ではあるが名門の大学に通わせている。